# Afterlehen

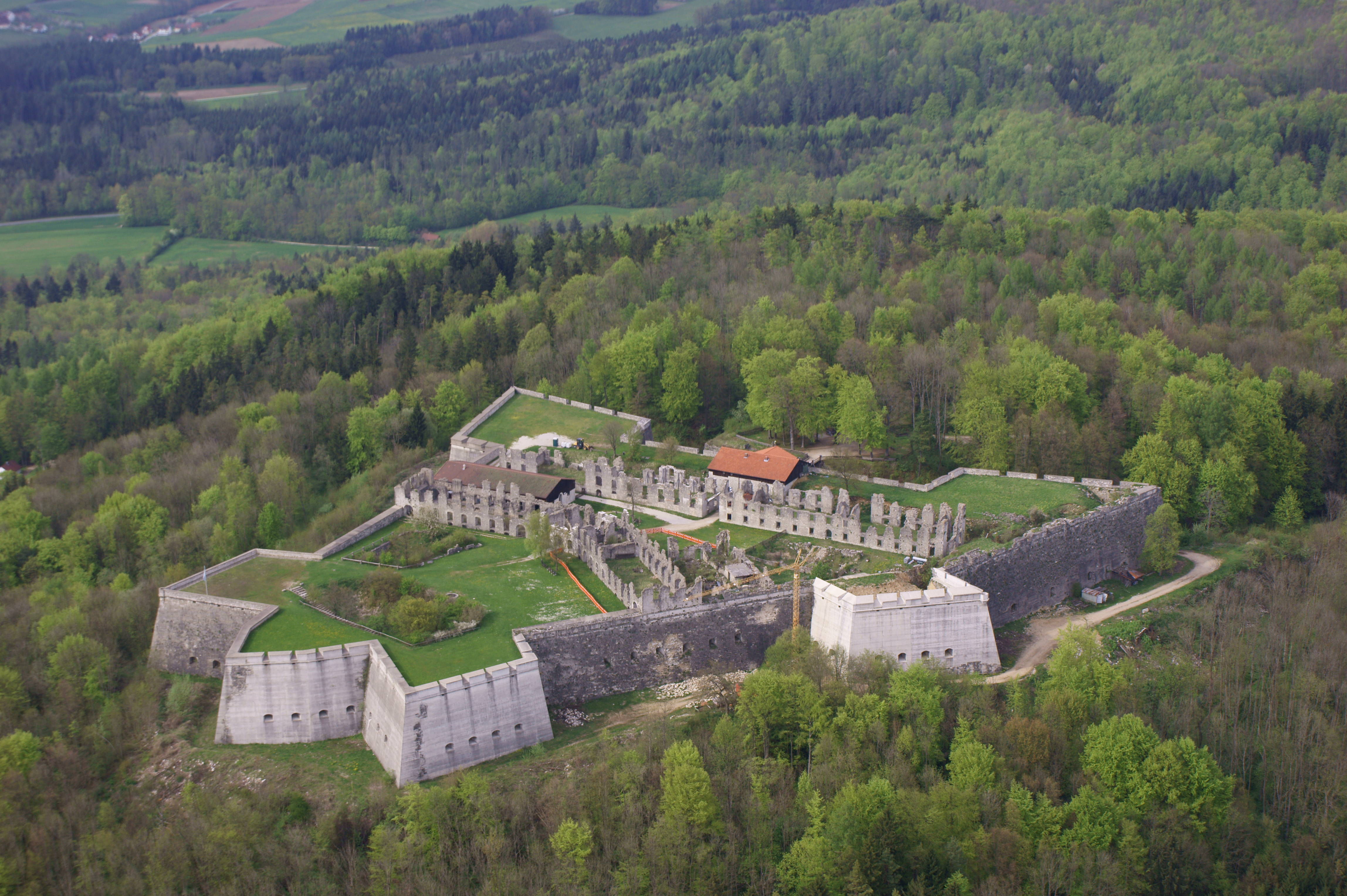
Castillo de Rothenberg, afterlehen establecido en 1478 junto a las ciudades de Rothenberg y Schnaittach.

Un Afterlehen o Afterlehn (plural: Afterlehne, Afterlehen, del alemán, «sub-feudo») eran, en el Sacro Imperio Romano Germánico, tierras que un señor feudal había recibido como feudos y luego, a su vez, lo había otorgado total o parcialmente a uno o varios vasallos. 
En el español medieval esta práctica era conocida como subinfeudación. En inglés se le conoce como mesne-fief o mesne-tenure, arriere-feief o subfief, under-tenure o mesnalty.
En la Alemania medieval estos arrendamientos solían devenir heredable con el tiempo y podría tener hasta cinco intermediarios entre el señor titular las tierras y el señor que hacía usufructo de ellas.
Un ejemplo de un Afterlehen es el Castillo de Rothenberg en Baviera.